# Keltisk religion
Keltisk religion, ofta känd som keltisk polyteism, var den religion som utövades av den befolkning i Antikens västra Europa känd som kelterna från åtminstone 500-talet f.Kr. till kristendomens införande under 500-talet e.Kr. 
Religionen var polyteistisk och omfattade många gudar och gudinnor. Keltisk religion fortsatte under romerskt styre i Västeuropa, men tolkades då genom intepretatio graeca; den försvann slutligen när romarriket blev kristet. 
Mycket lite om religionen är klart bekräftat, eftersom samtida beskrivningar av den främst består av fientlig propaganda från romare och kristna missionärer, men keltisk mytologi har i viss mån bevarats genom sägner och legender ur folkloren, och rekonstruerats av forskare. 
Den keltiska religionen präglades av lokala traditioner och lokala gudar, men hade också vissa gudar och drag som tycks ha varit gemensamma över större områden.     